# Астрильд червонохвостий
Астри́льд червонохвостий (Glaucestrilda caerulescens) — вид горобцеподібних птахів родини астрильдових (Estrildidae). Мешкає в Західній і Центральній Африці.

## Опис
Довжина птаха становить 10 см, вага 6,5-9,2 г. Забарвлення рівномірно сланцево-сіре з сизуватим відтінком. особливо помітним на крилах, голова і боках, тоді як лоб, горло і груди дещо світліші. Боки місцями поцятковані білими плямками. Надхвістя, хвіст і гузка мають характерне винно-червоне забарвлення. Через очі ідуть вузькі чорнуваті смуги. Очі червонувато-карі, дзьоб чорнуватий, біля основи червонуватий, лапи тілесного кольору. Виду не притаманний статевий диморфізм. Молоді птахи мають дещо більш темне забарвлення.

## Поширення і екологія
Червонохвості астрильди мешкають в Сенегалі, Гамбії, Гвінеї-Бісау, Гвінеї, Малі, Кот-д'Івуарі, Буркіна-Фасо, Гані, Того, Беніні, Нігерії, Камеруні, Чаді і Центральноафриканській Республіці, а також були інтродуковані на Гаваях. Вони живуть в сухих, трав'янистих саванах, місцями порослих чагарниками, а також на узліссях галерейних лісів, в садах і поблизу людських поселень.
Червонохвості астрильди зустрічаються невеликими зграйками до 10 птахів, рідко до 20-30 птахів. Іноді вони приєднуються до змішаних зграй птахів разом з червонощокими астрильдами-метеликами і сірими астрильдами. Основою раціону цих птахів є дрібне насіння трав, яке вони часто збирають незрілим, прямо з колосся. Також вони доповнюють свій раціон ягодами, плодами, бруньками, іноді комахами.
Сезон розмноження у червонохвостих астрильдів триває переважно з серпня по жовтень. Самці приваблюють самиць, стрибаючи по землі навколо них, при цьому тримаючи в дзьобі травинку і співаючи. Самиці відповідають прихильністю, присідаючи і хитаючи хвостом із сторони в сторону. Гніздо кулеподібне з бічним входом, діаметром 20 см, робиться парою птахів з переплетених травинок і рослинних волокон, розміщується у високій траві або в чагарниках. Іноді птахи займають покинуті гнізда ткачиків. В кладці від 4 до 6 білих яєць. Інкубаційний період триває 11-12 днів. Насиджують і самиці, і самці, вдень чергуючись між собою, а вночі відпочиваючи разом в гнізді. Пташенят початково годують безхребетними, а потім пророслим насінням. Вони покидають гніздо через 19 днів після вилуплення, однак батьки продовжують піклуватися про них ще приблизно 2 тижні.